# Samuel Barber
Samuel Osborne Barber II (West Chester (Pennsylvania), 9 maart 1910 – New York, 23 januari 1981) was een Amerikaanse componist en muziekpedagoog. Barber, die jonger was dan Arnold Schönberg, Alban Berg en zijn landgenoot Charles Ives, heeft nooit behoord tot de muzikale avant-garde. Zijn oeuvre kan als postromantisch beschouwd worden, harmonisch put hij uit wat de 19e eeuw heeft voortgebracht. Qua vorm maakt hij veel gebruik van de sonatevorm (vooral in zijn symfonieën), ook als hij zijn uitdrukkingsmiddelen vanaf de jaren 40 uitbreidt.

## Levensloop

### Jeugd en opleiding - Ambities als zanger
Barber was een neef van de bekende Amerikaanse mezzosopraan Louise Homer (1871-1947) en had ook zelf plannen zanger te worden (hij had een aangename baritonstem). Op zesjarige leeftijd kreeg hij pianolessen en een jaar later schreef hij zijn eerste kleine compositie. Al op negenjarige leeftijd besloot hij componist te worden. In een bericht aan zijn moeder schreef hij:
„Mijn bestemming is het, componist te zijn en ik ben zeker, dat ik het word […]. Verlang niet van mij deze onaangename zaak te vergeten en te gaan voetballen - alstublieft."
Onder zijn jeugdwerken was ook een opera The Rose Tree, die al vooruitwijst naar zijn vocale ambities. Van 1924 tot 1932 studeerde hij compositie bij Rosario Salero, orkestdirectie bij Fritz Reiner, piano bij George Boyle en later bij Isabella Vengerova en zang bij Emilio Edoardo de Gogorza aan het Curtis Institute of Music in Philadelphia (Pennsylvania). Zijn zangstudies zette hij bij John Braun in Wenen voort, waar hij ook voor publiek optrad. In 1935 nam hij als zangsolist zijn eigen compositie Dover Beach bij NBC Radio op.

### Compositorische beginselen
De tijdens zijn studie gecomponeerde werken - waaronder de serenade voor mezzosopraan/bariton en strijkkwartet Dover Beach (1931) of de Sonate, voor cello (1932) - getuigen van een rijpe schrijfwijze. Zijn Sonate, voor viool, werd in 1928 bekroond met de "Bearns Prize" van de Columbia-universiteit in New York; deze prijs won hij in 1933 opnieuw met de ouverture The School of Scandal. In 1935, op 25-jarige leeftijd, won hij de Prix de Rome. De Pulitzer Prize won hij zelfs twee maal, in 1935 en 1936.

### Internationale doorbraak
In 1935-1936 bereisde Barber Europa, in het gezelschap van zijn vriend en levenspartner (tevens collega-componist) Gian Carlo Menotti. De Symfonie nr. 1 en het Strijkkwartet, op. 11 (met het later beroemd geworden Adagio) gingen na hun compositie in 1936 in Rome in première. In de versie voor strijkorkest ging het Adagio for Strings in 1938 onder leiding van Arturo Toscanini in New York in première. Dit stuk wordt regelmatig beschreven als het meest droevige werk ooit. In 1937 ging Barbers Symfonie nr. 1 tijdens de Salzburger Festspiele in première - als eerste werk van een Amerikaanse componist.

### Militaire dienst
Van 1939 tot 1942 doceerde Barber compositie aan zijn Alma Mater, het Curtis Institute of Music in Philadelphia (Pennsylvania). Samen met Menotti werd hij eigenaar van een huis in Mount Kisco, New York, waar hij tot 1974 de meeste van zijn werken schreef. In april 1943 werd hij aangetrokken door de United States Air Force Band. Voor dit harmonieorkest schreef hij de Commando March in 1943. In 1944 componeerde hij de Symfonie nr. 2. Na de Tweede Wereldoorlog keerde hij naar Europa terug; in 1948 werd hij consulent van de "Amerikaanse Academie" te Rome.

### Vanessa
In de tweede helft van de jaren 40 en het begin van de jaren 50 begon een compositorisch belangrijke en vruchtbare tijd: Barber schreef onder andere het Concert, voor cello en orkest (1945), de balletten Medea (1946) en Souvenirs (1952). In deze periode valt ook de compositie van de opera Vanessa (1957). Met een andere opera van Barber Antony and Cleopatra opende de Metropolitan Opera in 1966 haar nieuw gebouw in het Lincoln Center.

## Composities

### Werken voor orkest

#### Symfonieën
- 1936 rev.1942 Symfonie nr. 1, op. 9
- 1944 rev.1947 Symfonie nr. 2 op. 19 (2de deel in 1964 gereviseerd als "Night Flight", op. 19a)

#### Concerten voor instrumenten en orkest
- 1939 Concerto, voor viool en orkest, op. 14
- 1944 Capricorn Concerto, voor fluit, hobo, trompet en strijkers, op. 21
- 1945 Concerto, voor cello en orkest, op. 22
- 1960 Toccata festiva, voor orgel en orkest, op. 36
- 1962 Concerto, voor piano en orkest, op. 38 (bekroond in 1963 met de Pulitzerprijs)
- 1977-1978 Canzonetta, voor hobo en strijkers, op. 48, georkestreerd door C. Turner

#### Andere werken
- 1929 Serenade, voor strijkers, op. 1
- 1931-1933 The School for Scandal, overture, op. 5
- 1933 Music for a Scene from Percy Bysshe Shelley, op. 7
- 1938 Adagio for Strings, (arrangement van het 2de deel van het Strijkkwartet, op. 11)
- 1937 First Essay, voor orkest, op. 12
- 1942 Second Essay, op. 17
- 1943 Commando March, voor orkest
- 1945 Horizon
- 1947 Suite uit het ballet "Medea", voor orkest, op. 23[2]
- 1960 Dïe Natali, choral preludes for Christmas voor orkest, op. 37
- 1978 Third Essay, op. 47

### Werken voor harmonieorkest
- 1931 Overture to «School for Scandal» (gearrangeerd door Frank Hudson)
- 1936 Symfonie nr. 1 in one movement (gearrangeerd door Guy Duker)
- 1937 First Essay (gearrangeerd door Joseph Levey)
- 1938 Sure on this Shining Night, voor harmonieorkest, op. 13 nr. 3 (gearrangeerd door Richard L. Saucedo)
- 1942 Second Essay (gearrangeerd door George Schneider)
- 1943 Commando March
- 1955 Medea's Dance of Vengeance, op.23a (gearrangeerd door Frank Hudson)
- 1958 Intermezzo from the opera “Vanessa” (gearrangeerd door Walter Beeler)

### Muziektheater

#### Opera's
| Voltooid in              | titel                        | aktes                         | première | libretto                                                                         |
| ------------------------ | ---------------------------- | ----------------------------- | --- | -------------------------------------------------------------------------------- |
|                          | The Rose Tree                |                               | |                                                                                  |
| 1957-1958, revisie 1964; | Vanessa, op. 32              | 4 aktes; rev. versie: 3 aktes | 15 januari 1958, New York, Metropolitan Opera; rev. versie: 3 maart 1964, New York, Metropolitan Opera           | Gian Carlo Menotti naar een vertelling uit "Seven Gothic Tales" van Isak Dinesen |
| 1959                     | A Hand of Bridge, op. 35     | 1 akte                        | 1959, Spoleto | Gian Carlo Menotti                                                               |
| 1966, rev. 1975;         | Antony and Cleopatra, op. 40 | 3 aktes                       | 16 september 1966, New York, Metropolitan Opera (ter opening van het nieuwe huis in het Lincoln Center New York) | Franco Zefferelli, naar William Shakespeare                                      |

#### Balletten
| Voltooid in     | titel                                                                      | aktes  | première                                        | libretto       | choreografie  |
| --------------- | -------------------------------------------------------------------------- | ------ | ----------------------------------------------- | -------------- | ------------- |
| 1946; rev. 1947 | Medea, op.23 (The Serpent heart); rev. versie als: (The Cave of the Heart) | 1 akte | 5 oktober 1946, New York, Columbia universiteit | Andrew Schenck | Martha Graham |
| 1953            | Medea's Meditation and Dance of Vengeance, op. 23a                         | 1 akte |                                                 | Andrew Schenck | Martha Graham |
| 1952            | Souvenirs, op. 28 (georkestreerd: 1952)                                    | 1 akte |                                                 |                |               |

### Vocale muziek
- 1936 Three songs, voor solostem en orkest, op. 10 - tekst: James Joyce
  1. Rain has fallen, op. 10 nr. 1
  2. Sleep now, op. 10 nr. 2
  3. I Hear an Army op. 10 nr. 3
- 1938 Sure on this shining Night, voor solostem en orkest - tekst: James Agee
- 1940 A Stopwatch and an Ordnance Map, voor mannenkoor en pauken, op. 15 - tekst: Stephen Spender
- 1940 Nocturno, voor zangstem en orkest - tekst: F. Prokosch
- 1947 Knoxville: Summer of 1915, voor sopraan en orkest, op. 24 - tekst: James Agee "A Death in the Family"
- 1953 Hermit Songs, cyclus van tien liederen voor zangstem en piano, op. 29
  1. "At St Patrick’s Purgatory", op. 29 nr. 1
  2. "Church Bell at Night", op. 29 nr. 2
  3. "St Ita’s Vision", op. 29 nr. 3
  4. "The Heavenly Banquet", op. 29 nr. 4
  5. "The Crucifixion", op. 29 nr. 5
  6. "Sea Snatch", op. 29 nr. 6
  7. "Promiscuity", op. 29 nr. 7
  8. "The Monk and his Cat", op. 29 nr. 8
  9. "The Praises of God", op. 29 nr. 9
  10. "The Desire for Hermitage", op. 29 nr. 10
- 1954 Prayers of Kierkegaard, modern oratorium voor sopraan, alt, tenor, gemengd koor en orkest, op. 30 - tekst: Søren Kierkegaard
- 1962 Andromache's Farewell, scena voor sopraan en orkest, op. 39 - tekst: J. P. Creagh, naar Euripides
- 1965 Two Scenes from the opera "Antony and Cleopatra", voor sopraan en orkest, op. 40
- 1967 Adagio for Strings, voor gemengd koor op tekst van Agnus Dei, op. 11
- 1971 The Lovers, voor bariton, gemengd koor en orkest, op. 43 - tekst: Pablo Neruda
- 1971 Fadograph of a yestern Scene, voor 2 solostemmen en orkest, op. 44 - tekst: naar James Joyce: "Finnegans Wake"

### Kamermuziek
- 1936 Strijkkwartet, op. 11
- 1956 Summer Music, voor blazerskwintet (dwarsfluit, hobo, klarinet, hoorn en fagot), op. 31
- 1968 Mutations from Bach, voor koperblazers (4 hoorns, 3 trompetten, 3 trombones, tuba en pauken)

### Pianomuziek
- Excursions, op. 20
  1. Un poco allegro
  2. In slow blues tempo
  3. Allegretto
  4. Allegro molto
- Sonata for Piano, op. 26
  1. Allegro energico
  2. Allegro vivace e leggero
  3. Adagio mesto
  4. Fuga
- Souvenirs, op. 28
  1. Waltz (tempo di valzer, allegro con brio)
  2. Schottische (tempo di Schottische, ma non troppo)
  3. Pas de deux (adagio)
  4. Two step (allegro molto)
  5. Hestitation-Tango (con moto)
  6. Galop (allegro molto)
- Nocturne, op. 33
- Ballade, op. 46
- Interlude I op. posth.